# Pendjari (folyó)
A Pendjari vagy Oti folyó Nyugat-Afrikában.
Hossza 900 km, vízgyűjtő területe 72 900 km², vízhozama 500 m³/s. Az Atakora-hegységben (Togo-hegység) ered 640 m magasan, majd Beninen, Burkina Fasón, Togón és Ghánán keresztül a Volta-tóba ömlik.
A folyó felső szakaszán található a Pendjari Nemzeti Park melyet Benin és Burkina Faso közösen igazgatnak.